# Francis Thomas Bacon
Francis Thomas Bacon, Oficial del Imperio Británico (OBE), Miembro de la Royal Society de Londres (21 de diciembre de 1904, Ramsden Hall, Billericay, Essex, Inglaterra – 24 de mayo de 1992) fue un ingeniero inglés que desarrolló la primera pila de combustible hidrógeno-oxígeno alcalina.

## Biografía
Bacon era un descendiente directo de Francis Bacon (Francis Bacon murió sin herederos) y se educó en el Eton College y el Trinity College de Cambridge. Después de estudiar se convirtió en aprendiz en el departamento de Ingeniería de la empresa propiedad de Sir Charles Parsons en Newcastle donde fue fuertemente influenciado por él.
El principio de la pila de combustible ya había sido demostrado por Sir William Robert Grove en 1839 e incluso otros investigadores habían trabajado con varios tipos de pila de combustible. Sin embargo, a diferencia de sus predecesores, Bacon era ingeniero y se sentía seguro trabajando con máquinas que funcionaban a temperaturas y presiones altas.
Al principio experimentó, a partir del trabajo desarrollado por Grove, con electrodos de platino activado y ácido sulfúrico como electrolito, pero enseguida pasó a usar electrodos de níquel activado con una solución acuosa de hidróxido de potasio actuando como electrolito. En enero de 1940, se trasladó a un laboratorio en el King's College de Londres, donde desarrolló una celda doble, con una unidad para la generación de hidrógeno y oxígeno y la otra actuando propiamente como pila de combustible. De esta manera la pila obtenida era reversible, lo que le permitía actuar tanto como un electrolizador como una pila de combustible. Los problemas surgieron debido a las altas temperaturas y presiones de funcionamiento y a la naturaleza corrosiva de los productos químicos utilizados.
En 1946, apoyado por nuevas fuentes de financiación, trasladó su trabajo al Departamento de Ciencia de coloides en la Universidad de Cambridge. Allí, al equipo de Bacon se les enseñó una muestra de una lámina de níquel porosa cuya invención era tan secreta que estaba protegida por la ley de protección de secretos de estado del Reino Unido. Bacon y su equipo utilizaron este material para desarrollar electrodos con poros de tamaño grande para el lado de los gases y poros más finos en el lado del electrolito, lo cual generaba una interfase mucho más estable que la que habían utilizado hasta ahora.
Cuando los niveles de financiación aumentaron, el sistema fue trasladado a lo que entonces se denominaba Departamento de Ingeniería Química en la propia universidad. Allí, el equipo consiguió superar los problemas de corrosión del electrodo de oxígeno mediante la inmersión de los nuevos electrodos de níquel en una solución de hidróxido de litio seguido de un procesdo de secado y calentamiento. En 1959, con el apoyo de la empresa Marshall of Cambridge Ltd. (más tarde Marshall Aerospace) se desarrolló y se presentó públicamente una pila de combustible de 5 kW con cuarenta celdas y una eficiencia del 60%.
Las patentes para la pila fueron adquiridos por la compañía Pratt and Whitney, como parte de un exitoso proyecto para dotar de energía eléctrica al Programa Apolo de la NASA. Las pilas de combustible eran perfectas para esta aplicación porque se había conseguido aumentar la eficiencia cuando disminuía el consumo (a diferencia de los motores térmicos). Por otro lado, el hidrógeno y oxígeno necesarios ya estaban disponibles a bordo de la nave formando parte de los sistemas de propulsión y soporte de vida y, además, el agua obtenida como producto podía ser utilizada para beber y humidificar la atmósfera de la cápsula.
Durante la última etapa de su vida, Bacon fue consultor de las empresas Energy Conversion Limited y Johnson Matthey. Fue miembro fundador de la Real Academia de Ingeniería del Reino Unido.